# Franz Tuschek
Franz Tuschek (* 27. März 1899; † 7. Januar 1967) war ein österreichischer Marathonläufer.
Neunmal wurde er Österreichischer Marathon-Meister (1926, 1927, 1929–1935), wobei er 1933 mit 2:36:55 Stunden seine persönliche Bestzeit aufstellte.
Im Jahr 1931 wurde er Zweiter bei der Ungarischen Meisterschaft und 1933 Dritter bei der Italienischen Meisterschaft. Bei den Leichtathletik-Europameisterschaften 1934 erreichte er nicht das Ziel.
1936 kam er bei den Olympischen Spielen in Berlin auf den 14. Platz in 2:46:29 h.
Siebenmal wurde er Österreichischer Meister im 25-km-Straßenlauf (1926, 1927, 1929, 1931–1934) und einmal im Crosslauf (1926).